# Dipsastraea favus
Espèce

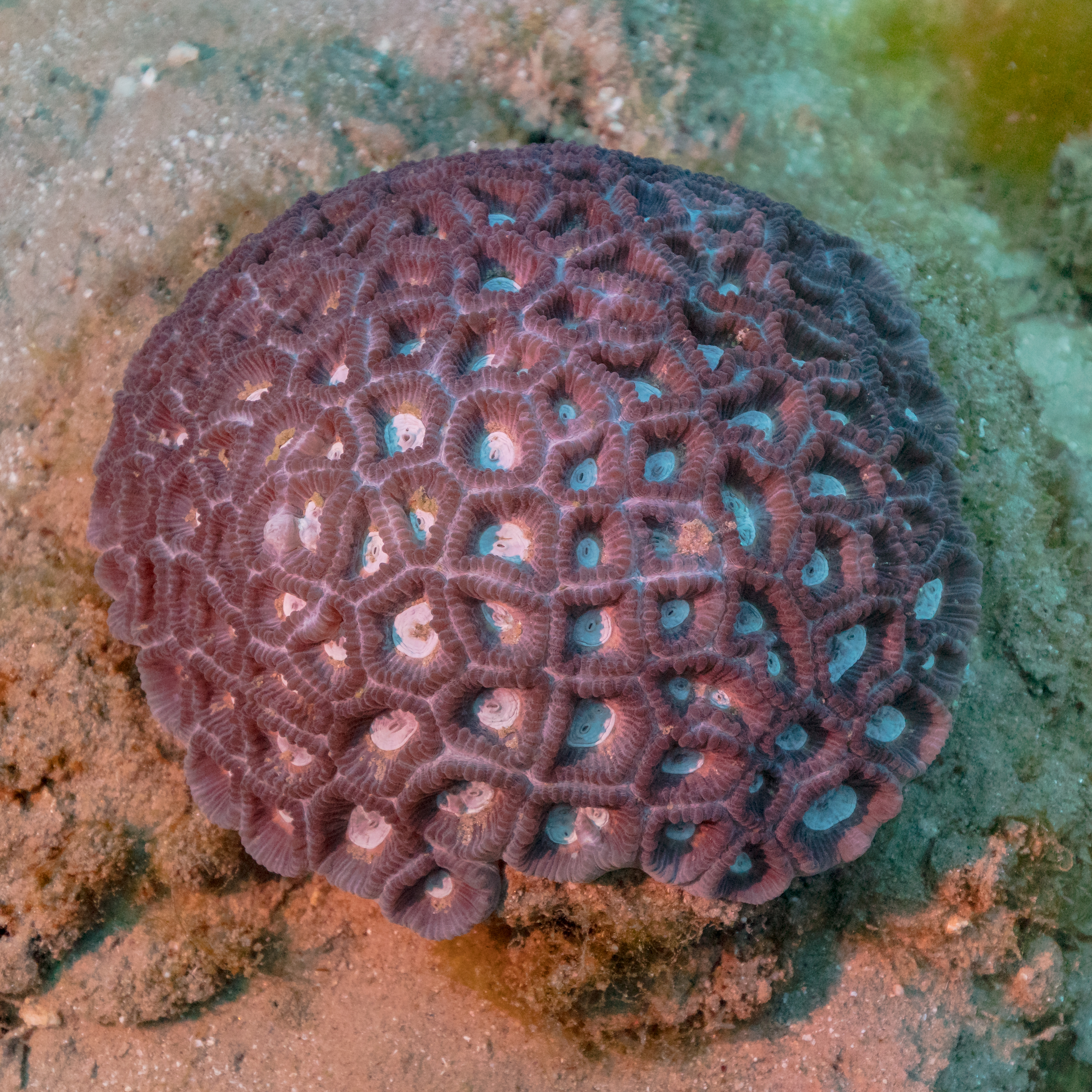
Dipsastraea favus, ou Favia favus, dans le Ras Mohammed, Égypte. Mars 2022.

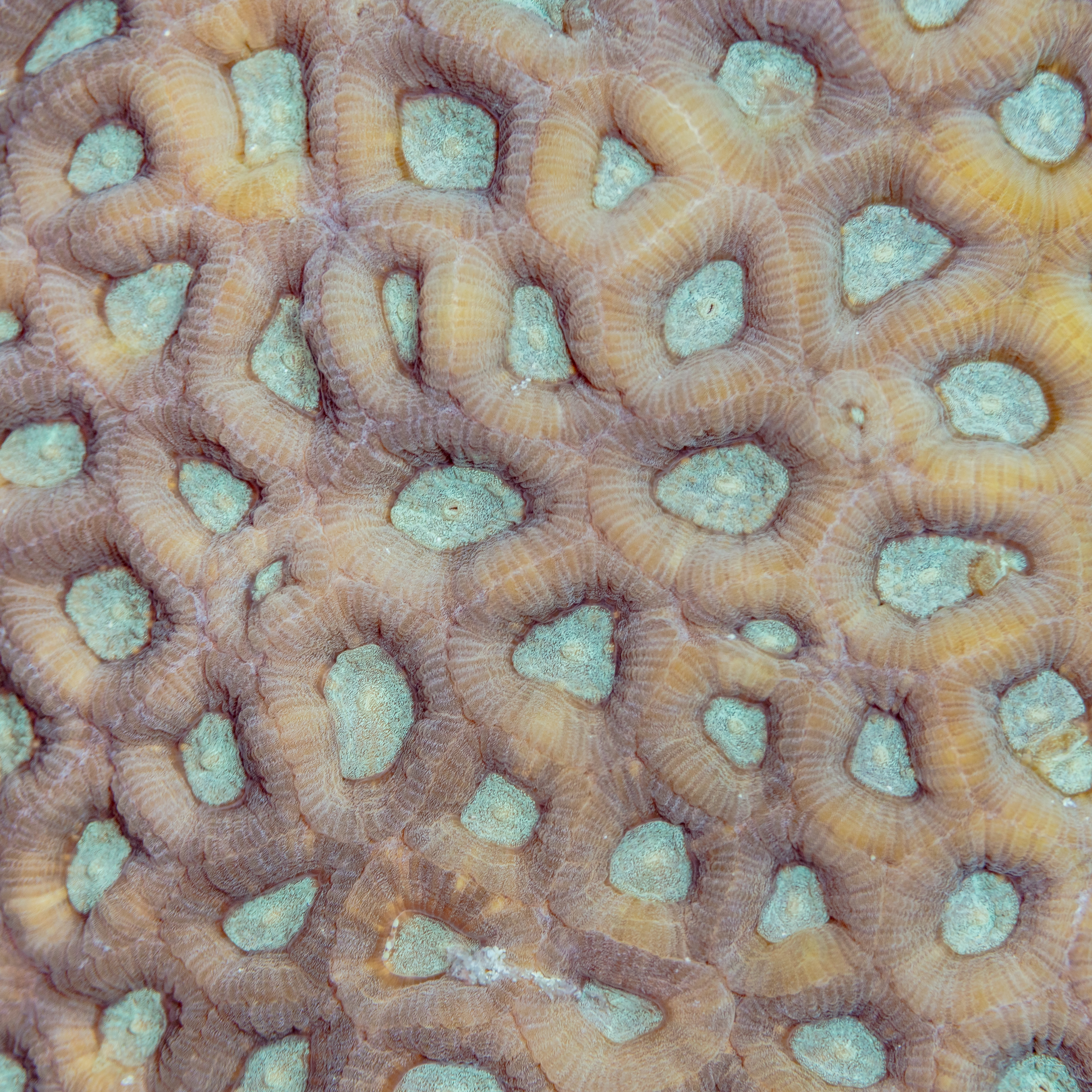
Dipsastraea favus en mer Rouge. Avril 2023.

Dipsastraea favus est une espèce de coraux appartenant à la famille des Merulinidae.